# Guido Mantega
Guido Mantega GOMM (Gênova, 7 de abril de 1949) é um economista ítalo-brasileiro. No período que o PT esteve no Governo Federal ocupou vários cargos da área econômica. Foi Ministro do Planejamento, Presidente do BNDES e Ministro da Fazenda nos dois mandatos do Presidente Lula. No primeiro mandato da presidente Dilma Rousseff continuou no comando da Fazenda. Após a reeleição de Dilma, foi sucedido no cargo por Joaquim Levy.

## Biografia

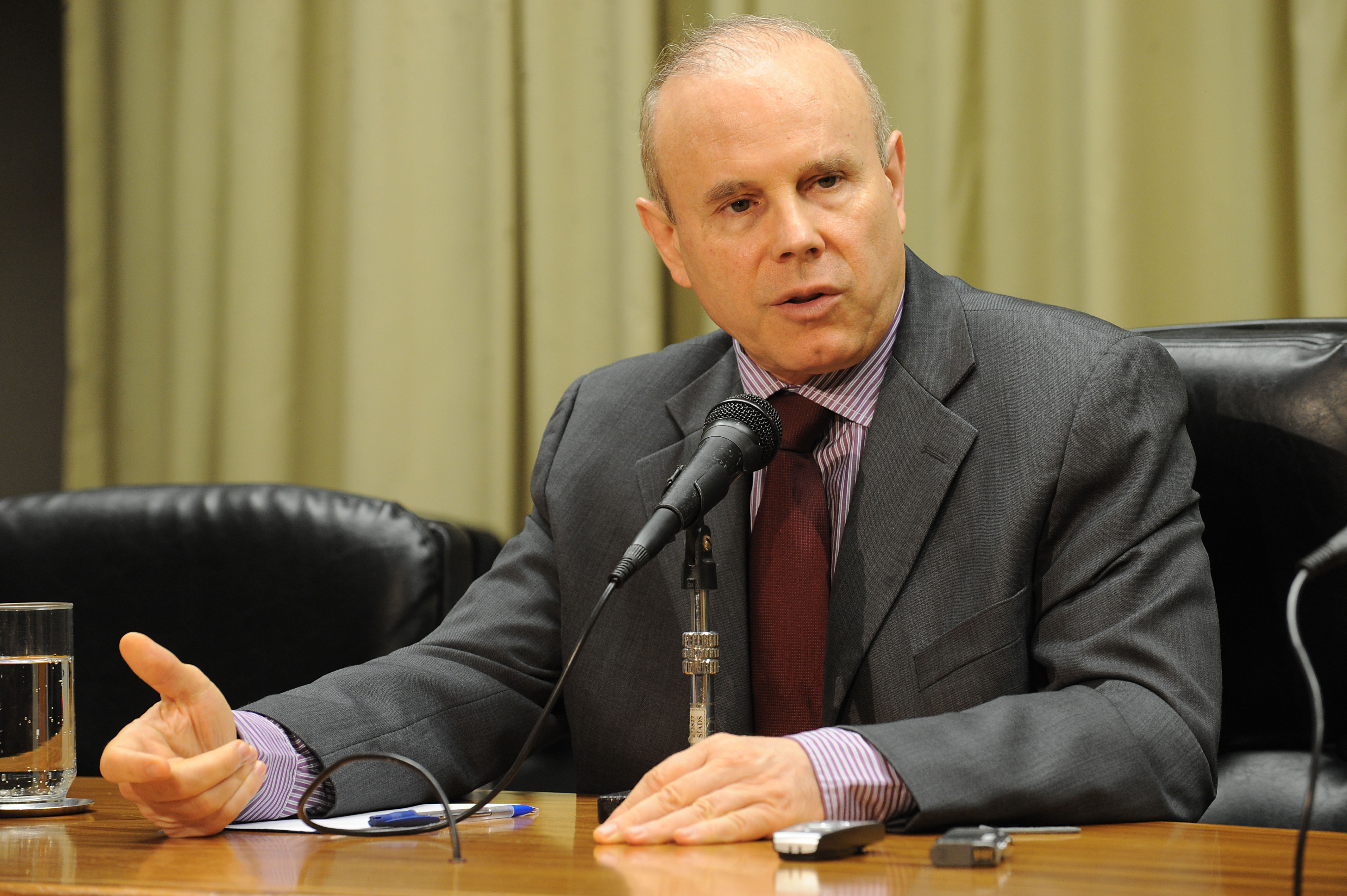
Mantega em 2009

Guido nasceu em Gênova na Itália e chegou ao Brasil quando tinha três anos. Filho de um empresário do ramo moveleiro, o seu pai queria que Guido quando ficasse mais velho ajudasse na empresa da família, e foi isso que motivou o futuro ministro pelo curso de Economia. Quando cursava Economia na USP se aproximou do Movimento Estudantil e ingressou no Partido Operário Comunista. No entanto nunca se envolveu em ações armadas. Após se formar pela Universidade de São Paulo, fez o doutorado e especialização em Sociologia. Foi professor de Economia no curso de mestrado e doutorado da Pontifícia Universidade Católica de São Paulo, de 1982 a 1987. Teve entre seus alunos José Márcio Rego. É professor da Escola de Administração de Empresas de São Paulo da Fundação Getúlio Vargas, desde 1981.
Foi Diretor de Orçamento e Chefe de Gabinete na Secretaria Municipal de Planejamento de São Paulo durante a administração da prefeita Luiza Erundina (1989-1992).
Como ex-membro do Centro Brasileiro de Análise e Planejamento (CEBRAP), teve o prefácio de seu primeiro livro, Acumulação Monopolista e Crise no Brasil, assinado por Fernando Henrique Cardoso. Seu livro com José Márcio Rego "Conversas com Economistas Brasileiros II" teve prefácio do economista Luiz Gonzaga Belluzzo.
A partir de 1993, trabalhou como assessor econômico do então candidato à presidência pelo PT, Luiz Inácio Lula da Silva. Em 2002, foi um dos coordenadores do programa econômico do Partido dos Trabalhadores (PT).

### Governo Lula
Com a posse de Lula, assumiu a pasta do Ministério do Planejamento, Orçamento e Gestão, sendo depois transferido para a presidência do Banco Nacional de Desenvolvimento Econômico e Social (BNDES), após a renúncia de Carlos Lessa. Em 2003, Mantega foi admitido pelo presidente Lula à Ordem do Mérito Militar no grau de Grande-Oficial especial.
Em 27 de março de 2006, assumiu o Ministério da Fazenda, substituindo Antonio Palocci. Durante o segundo mandato de Lula, medidas como a redução de impostos e a oferta de crédito pelos bancos públicos foram cruciais para que o País não fosse afetado pela crise econômica iniciada nos Estados Unidos em 2008. Embora tenha havido queda do PIB em 2009, no ano seguinte a economia brasileira cresceu 7,5%, o maior índice em 24 anos.

### Governo Dilma

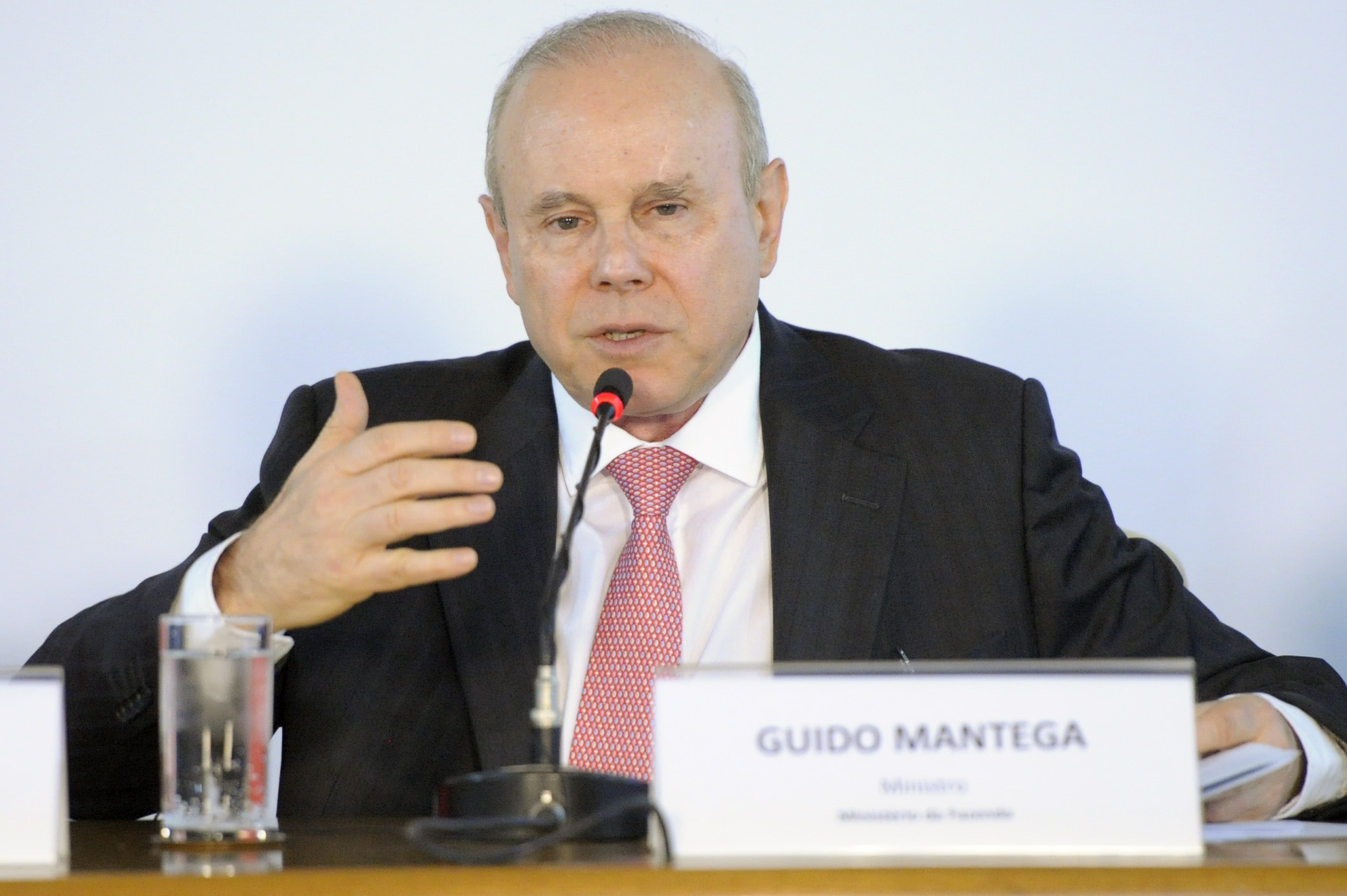
Mantega em entrevista coletiva. Em julho de 2012, Mantega admitiu pela primeira vez que o governo praticava uma "nova matriz macroeconômica".

Em 24 de novembro de 2010, Mantega foi indicado por Dilma Rousseff para continuar no cargo de Ministro da Fazenda durante seu governo, sendo o primeiro ministro confirmado.
Em sua gestão, adotou um conjunto de medidas que ficou conhecido como nova matriz econômica, que incluía corte de impostos, redução da tarifa de energia e controle dos preços dos combustíveis. O objetivo era o aumento da produtividade, da indústria, mas tais medidas foram apontadas por alguns economistas como causa da crise econômica de 2014.
Em 27 de novembro de 2014, Dilma anunciou que Mantega deixaria o cargo, nomeando Joaquim Levy em sua substituição, tendo como principais objetivos o combate à crise e o equilíbrio das contas públicas. Ao deixar o Ministério da Fazenda a taxa de desemprego de 5% era das menores já registradas no País.

## Vida pós-política

### Operação Zelotes
Em 9 de maio de 2016, já fora do Governo Dilma, depôs em São Paulo, sob condução coercitiva, na Operação Zelotes da Polícia Federal, que investiga favorecimentos de redução ou cancelamentos de multas a empresas, como a Cimento Penha, suspeita de ter comprado decisões do CARF.

### Pedaladas Fiscais
Em 10 de outubro de 2016, o Tribunal de Contas da União (TCU) responsabilizou Mantega e outros gestores da equipe econômica da ex-presidente Dilma Rousseff acerca de irregularidades nos repasses do Governo Federal a instituições financeiras e aos demais entes federados, prática que ficou conhecida como "pedaladas fiscais”, cometidas no exercício de 2014. O TCU inabilitou Mantega para o exercício de cargo em comissão ou função de confiança no âmbito da Administração Pública.

### Operação Lava Jato
No dia 22 de setembro de 2016, foi preso temporariamente na operação Arquivo X, 34ª fase da Operação Lava Jato, por supostas fraudes da Petrobras. A operação foi motivada por um depoimento espontâneo à justiça feita pelo empresário Eike Batista, também investigado, de que Mantega, quando presidente do Conselho de Administração da Petrobras, teria operado um esquema de propina para facilitação de contratos entre a OSX, então presidida por Eike, e a Petrobras.
As informações dadas pelo advogado de Guido Mantega e a Polícia Federal a respeito da prisão divergem. O advogado alegou que os agentes da PF prenderam o ex-ministro dentro do Hospital Albert Einstein, no centro cirúrgico. Já a PF afirmou que, nas proximidades do hospital, estabeleceu contato telefônico com Mantega, que apresentou-se espontaneamente na portaria do edifício. Segundo o G1, "'Não houve entrada de policiais no hospital, ainda mais no centro cirúrgico para retirar o ex-ministro', disse o delegado Igor Romário de Paula, coordenador da Lava Jato na Polícia Federal". No entanto, foram feitas críticas à realização da prisão, uma vez que Eike Batista não apresentou provas concretas de suas alegações contra Mantega. Neste caso, a prisão de Mantega teria contrariado o princípio da presunção de inocência e do ônus da provas.
Em 29 de maio de 2017, Guido Mantega confessou, por meio de petição de sua defesa ao juiz federal Sérgio Moro, ter conta aberta no banco suíço Picktet, não declarada ao fisco, atribuindo os valores à venda de um imóvel herdado de seu pai.
Em 21 de agosto de 2019, decisão da justiça negou pedido de prisão, mas ordenou que Guido Mantega utilize tornozeleira eletrônica, além de proibir que o ex-ministro  movimente contas no exterior, deixe o país, mude de endereço sem autorização ou exerça cargos públicos.